# Klaus Jürgen Osterland
Klaus Jürgen Osterland (* 21. Juni 1942 in Berlin) ist ein deutscher Elektromechaniker und früherer Volkskammerabgeordneter der DDR für die Freie Deutsche Jugend (FDJ).

## Leben
Osterland ist der Sohn eines Arbeiters. Nach dem Besuch der Grundschule nahm er 1956 eine dreijährige Lehre zum Elektromechaniker auf, die er 1959 erfolgreich abschloss. Nach einigen Monaten der Arbeit in diesem Beruf, erfolgte seine Einberufung zum 18-monatigen Grundwehrdienst bei der Nationalen Volksarmee der DDR. Nachdem er 1962 vom Armeedienst zurückgekehrt war, arbeitete er als Elektriker im VEB Transformatorenwerk Berlin-Oberschöneweide.

## Politik
Osterland trat 1955 in die FDJ ein. In der Wahlperiode von 1963 bis 1967 war er als sogenannter Berliner Vertreter Mitglied der FDJ-Fraktion in der Volkskammer der DDR, die unter Vorsitz von Helmut Müller stand.

## Auszeichnungen
- Jungaktivist